# Museu Júlio Dinis - Uma Casa Ovarense
A Casa de Júlio Dinis é um museu localizado na freguesia, cidade e concelho de Ovar, distrito de Aveiro, em Portugal.

## História
Trata-se de um exemplar de arquitetura civil ovarense, onde o escritor português Júlio Dinis viveu durante o Verão de 1863 quando lhe surgiram os primeiros sinais de tuberculose. Aqui terá escrito grande parte da sua obra mais conhecida, "As Pupilas do Senhor Reitor". Sobre esta estada na cidade, em carta a Custódio Passos Dinis, o escritor referiu: "O prazer que experimento nesta vida que levo em Ovar, pode-se comparar a um banho tépido; agrada-me adormecendo-me."
Encontra-se classificada como Imóvel de Interesse Público desde 1984.
Desde março de 1996 abriga o Museu Júlio Dinis - Uma Casa Ovarense, cujo acervo conta com uma biblioteca dinisiana, peças do espólio pessoal do escritor e de etnografia vareira.